# Tengiz Kitowani
Tengiz Kitowani (gruz. თენგიზ კიტოვანი; ur. 9 czerwca 1938 w Tbilisi, zm. 13 listopada 2023) – gruziński polityk i działacz wojskowy, pierwszy komendant Gwardii Narodowej, uczestnik zamachu stanu przeciwko prezydentowi Zwiadowi Gamsachurdii i członek utworzonej po nim Rady Wojskowej.

## Życiorys
Uzyskał wykształcenie artystyczne w Akademii Sztuk Pięknych w Tbilisi, ze specjalnością rzeźba. W ZSRR był zaangażowany w działalność dysydencką; w tym czasie poznał Zwiada Gamsachurdię, co miało decydujące znaczenie dla jego kariery w niepodległej Gruzji. Wojciech Materski podaje, że Kitowani miał również przeszłość kryminalną.
Będąc już prezydentem Gruzji, Gamsachurdia nie był w stanie kontrolować paramilitarnych organizacji, w tym najsilniejszej grupy Mchedrioni kierowanej przez Dżabę Joselianiego. W tym celu utworzył Gwardię Narodową, której dowódcą uczynił Kitowaniego, mimo faktu, iż ten nie miał żadnego wykształcenia ani doświadczenia wojskowego. W 1991 został wicepremierem i przewodniczącym Komisji ds. Obrony i Bezpieczeństwa (ministrem obrony). Jego konflikt z prezydentem stopniowo narastał. Kitowani publicznie krytykował jego politykę, domagał się także, by Gwardia Narodowa otrzymała większą autonomię i nie pełniła tylko funkcji sił ochraniających prezydenta i realizujących jego doraźne cele. Latem 1991 Gamsachurdia zażądał, by Gwardia złożyła broń; o przyszłych losach żołnierzy zdecydować miało ministerstwo spraw wewnętrznych. Kitowani razem z większością oddziałów wycofał się z Tbilisi do ufortyfikowanego prywatnego domu. W końcu 1991 dzięki swojej znajomości z gen. Pawłem Graczowem pozyskał znaczną ilość broni rosyjskiej, co uczyniło Gwardię Narodową najpoważniejszą formacją zbrojną w Gruzji, ogarniętej wojną domową między zwolennikami i przeciwnikami Zwiada Gamsachurdii.
Brał udział w walkach w Tbilisi i w szturmie na gmach parlamentu, w którym przebywał prezydent Gamsachurdia. Następnie wszedł w skład Rady Wojskowej, która ogłosiła pozbawienie Gamsachurdii urzędu, rozwiązanie parlamentu i zapowiedziała nowe wybory. Razem z nim w Radzie znaleźli się przywódca Mchedrioni Dżaba Joseliani oraz były premier Tengiz Sigua. Rada, rozważając początkowo restytucję monarchii w Gruzji, pragnąc ratować niepodległość postanowiła ostatecznie zaprosić do objęcia władzy Eduarda Szewardnadzego. 10 marca Rada Wojskowa utworzyła Radę Państwa Republiki Gruzji. Przewodniczącym jej prezydium, kolektywnie pełniącego obowiązki prezydenta, został Szewardnadze. Do prezydium weszli także Kitowani, Sigua i Joseliani. W Gruzji nadal nie funkcjonowały siły zbrojne, przez co Kitowani i Joseliani, jako przywódcy najpoważniejszych formacji paramilitarnych, utrzymywali się w kręgach rządowych. W 1992 Kitowani wszedł do parlamentu gruzińskiego jako poseł niezależny.
Na czele dowodzonych przez siebie formacji brał udział w wojnie w Abchazji. Latem 1993 został skierowany do Megrelii, gdzie marszem na Zugdidi miał rozbić siły zwolenników Gamsachurdii. Kitowani przecenił swoje możliwości i po wykonaniu pierwotnego rozkazu wszedł do Abchazji, łamiąc rozejm zawarty przez walczące strony 27 lipca tego samego roku. W odpowiedzi Abchazowie przystąpili do uderzenia na Oczamczyrę i rozpoczęli oblężenie Suchumi, zakończone jego zdobyciem 26-27 września.
Po klęsce w Abchazji i wstąpieniu Gruzji do Wspólnoty Niepodległych Państw pogorszyły się relacje między Kitowanim a Szewardnadzem. Przywódca Gwardii Narodowej w końcu 1994 razem z Tengizem Siguą utworzył Narodowy Front Wyzwolenia, którego celem miało być zbrojne odzyskanie kontroli nad prowincją. Oddziały zmierzające do Abchazji zostały jednak zatrzymane przez policję, a sam Kitowani - aresztowany. Wpływy w polityce wewnętrznej Gruzji stracił ostatecznie po wyborach parlamentarnych w 1995. Za działalność antypaństwową (tak zakwalifikowano jego udział w tworzeniu Narodowego Frontu Wyzwolenia) został skazany na karę pozbawienia wolności. Następnie emigrował do Moskwy, skąd krytykował politykę Szewardnadzego.